# Stegastes leucorus
Stegastes leucorus, thường được gọi là cá thia đuôi trắng, là một loài cá biển thuộc chi Stegastes trong họ Cá thia. Loài này được mô tả lần đầu tiên vào năm 1892.

## Phân bố và môi trường sống
S. leucorus là loài đặc hữu của phía đông Thái Bình Dương (cụ thể là ở phía tây Mexico), và được tìm thấy chủ yếu ở xung quanh quần đảo Revillagigedo. Ngoài ra, loài này còn được ghi nhận tại trung tâm vịnh California, bang Baja California và đảo Guadalupe. S. leucorus thường sống xung quanh các rạn san hô hoặc những nơi nhiều đá ngầm ở độ sâu khoảng 18 m trở lại.
Ở vùng biển nhiệt đới phía đông Thái Bình Dương, sau những tác động của El Niño đã dẫn đến tình trạng nước quá ấm và nghèo dinh dưỡng trong thời gian dài, đã gây nên sự suy giảm số lượng nghiêm trọng đối với các loài sống ở vùng nước nông, trong đó có S. leucorus. Vì thế, chúng được liệt vào danh sách Loài sắp nguy cấp.

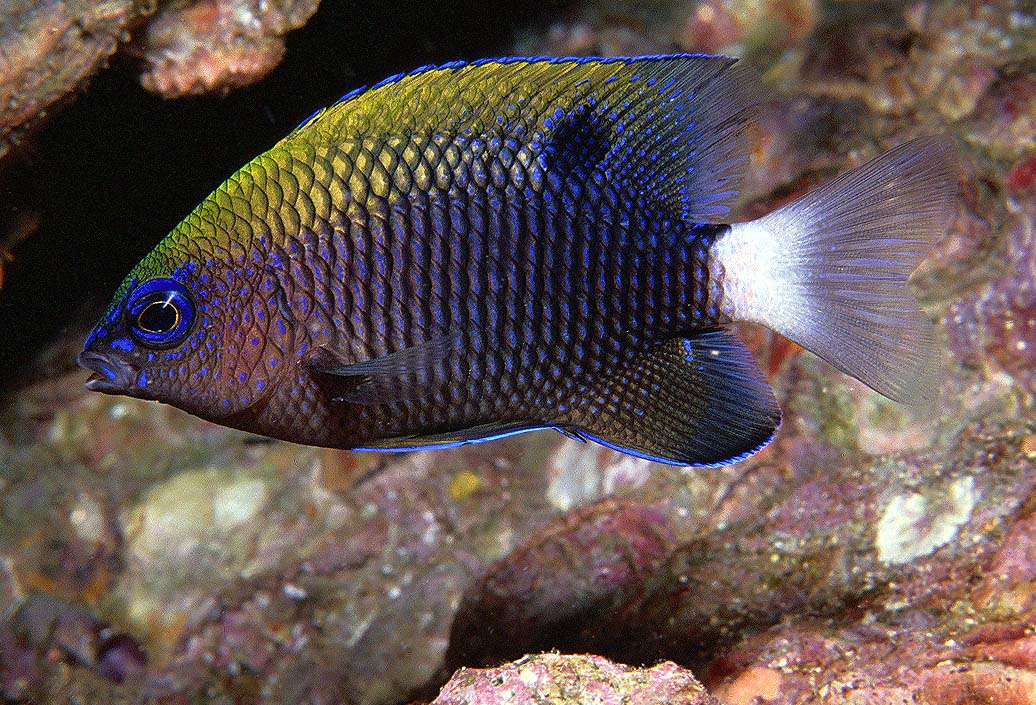
Stegastes leucorus chưa trưởng thành

## Mô tả
S. leucorus trưởng thành dài khoảng 14 cm. Thân của S. leucorus trưởng thành có màu nâu sẫm, kể cả các vây. Vảy lớn có viền đen. Cuống đuôi có dải màu trắng. Mống mắt màu xanh dương. Vây ngực có viền màu trắng. Cá con có đỉnh đầu và vây lưng trước màu vàng. Vây lưng sau có đốm đen. Vây đuôi màu trắng muốt. S. leucorus có hình dáng và màu sắc khá giống với loài họ hàng Stegastes baldwini.
Số ngạnh ở vây lưng: 12; Số vây tia mềm ở vây lưng: 14 - 16; Số ngạnh ở vây hậu môn: 2; Số vây tia mềm ở vây hậu môn: 12 - 14; Số vây tia mềm ở vây ngực: 20 - 22.
Thức ăn của S. leucorus là rong tảo và các động vật không xương sống (giun, hải quỳ, giáp xác). S. leucorus sinh sản theo cặp, trứng được đặt trong các hốc đá và được bảo vệ bởi cá đực. S. leucorus có tính lãnh thổ.